# Кармен Миранда
Кармен Миранда (на английски: Carmen Miranda; родена Мария до Кармо Миранда да Куня, на португалски: Maria do Carmo Miranda da Cunha) е бразилска самба певица, танцьорка, актриса и филмова звезда от португалски произход.
Тя е популярна от 1930-те до 1950-те години, носейки прякора „Бразилската бомба“ („The Brazilian Bombshell“). Особено характерна за нея е шапката от плодове, която носи в американските си филми. Като млада тя е дизайнер на шапки в бутик, преди да запише първите си песни с композитора Жозуе де Барос през 1929 г. Песента ѝ от 1930 г. „Taí (Pra Você Gostar de Mim)“, написана от Жоуберт де Карвальо, я изстрелва сред самба звездите в Бразилия.
През 1930-те години Миранда пее по бразилското радио и прави представления в пет бразилски музикални филма. „Hello, Hello Brazil!“ и „Hello, Hello, Carnival!“ олицетворяват духа на тези ранни филми на Миранда. През 1939 г. продуцентът от Бродуей Лий Шубърт предлага на Миранда договор за осем седмици, според който тя ще участва в ревюто „The Streets of Paris“, след като я вижда в Касино да Урка в Рио де Жанейро. На следващата година тя прави дебюта си в Холивуд, играейки в „Down Argentine Way“ с Дон Амичи и Бети Грейбъл, където екзотичното ѝ облекло и лузофонски акцент я правят лесно разпознаваема звезда. Същата година е избрана за третата най-популярна личност в САЩ, а тя и групата ѝ, Бандо да Луа, са поканени да пеят и танцуват за президента Франклин Рузвелт. През 1943 г. Миранда участва в „The Gang's All Here“ на Бъзби Бъркли, който става известен с музикалните си представления, включващи шапки от плодове. Към 1945 г. тя вече е най-високо платената жена в САЩ.
Между 1940 и 1953 г. Миранда заснема 15 холивудски филма. Въпреки че е приветствана като талантлива изпълнителка, популярността ѝ намалява към края на Втората световна война. Миранда започва да не харесва стереотипния бразилски образ, който си е създавала, и се опитва да се освободи от него, но с ограничен успех. Тя се фокусира върху представленията в нощни клубове и телевизионни вариетета. Въпреки стереотипа си, представленията на Миранда популяризират бразилската музика и повишават обществената осведоменост относно латиноамериканската култура. През 1941 г. тя става първата латиноамериканска звезда, която е поканена да остави отпечатъци на дланите и стъпалата си в двора на Китайския театър на Грауман. Тя е и първата южноамериканска личност, удостоена със звезда на Холивудската алея на славата.
Миранда е дискретна и се знае малко за личния ѝ живот. През последните си години, освен че е пие и пуши много, тя започва да взема амфетамини и барбитурати. Умира на 46 години от сърдечен удар. Погребана е в Рио де Жанейро.
Миранда се счита за един от предшествениците на бразилското културно движение тропикалия от 1960-те години. В Рио де Жанейро е построен музей в нейна чест, а през 1995 г. става обект на документалния филм „Carmen Miranda: Bananas is My Business“.